# Bean Cars

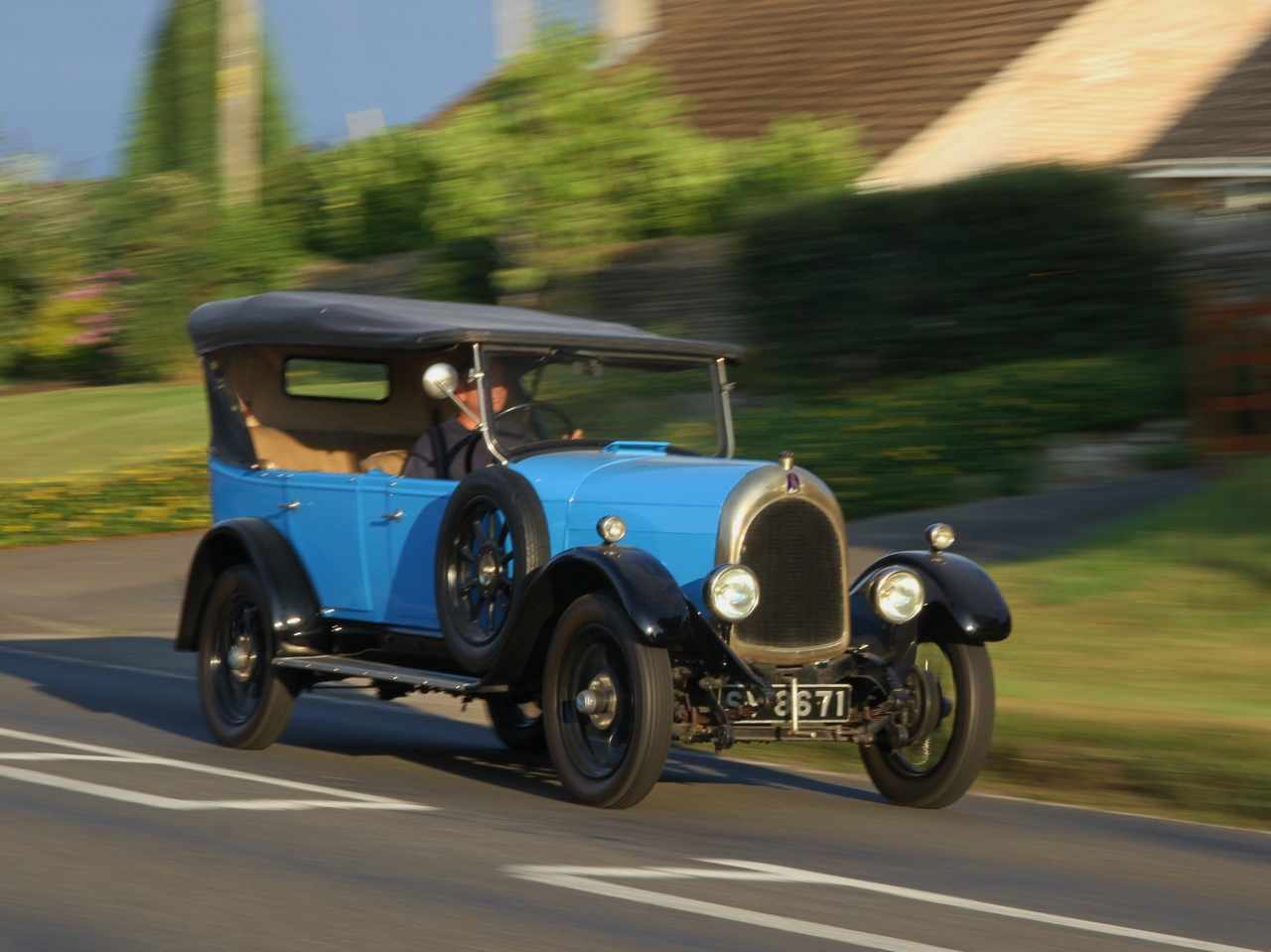
1927 14 HP Bean „Short 14“ Tourenwagen unterwegs

Bean war ein britischer Hersteller von Automobilen.

## Unternehmensgeschichte
Das Unternehmen Harper, Sons & Bean Limited aus Tipton übernahm 1919 den Automobilhersteller Perry Motor Company Ltd. aus Tyseley bei Birmingham. 1926 wurde das Unternehmen vom britischen Stahlunternehmen Hadfields Limited übernommen und in Bean Cars Limited umbenannt. Ab 1927 wurden die Fahrzeuge als Hadfield-Bean angeboten.

## Fahrzeuge

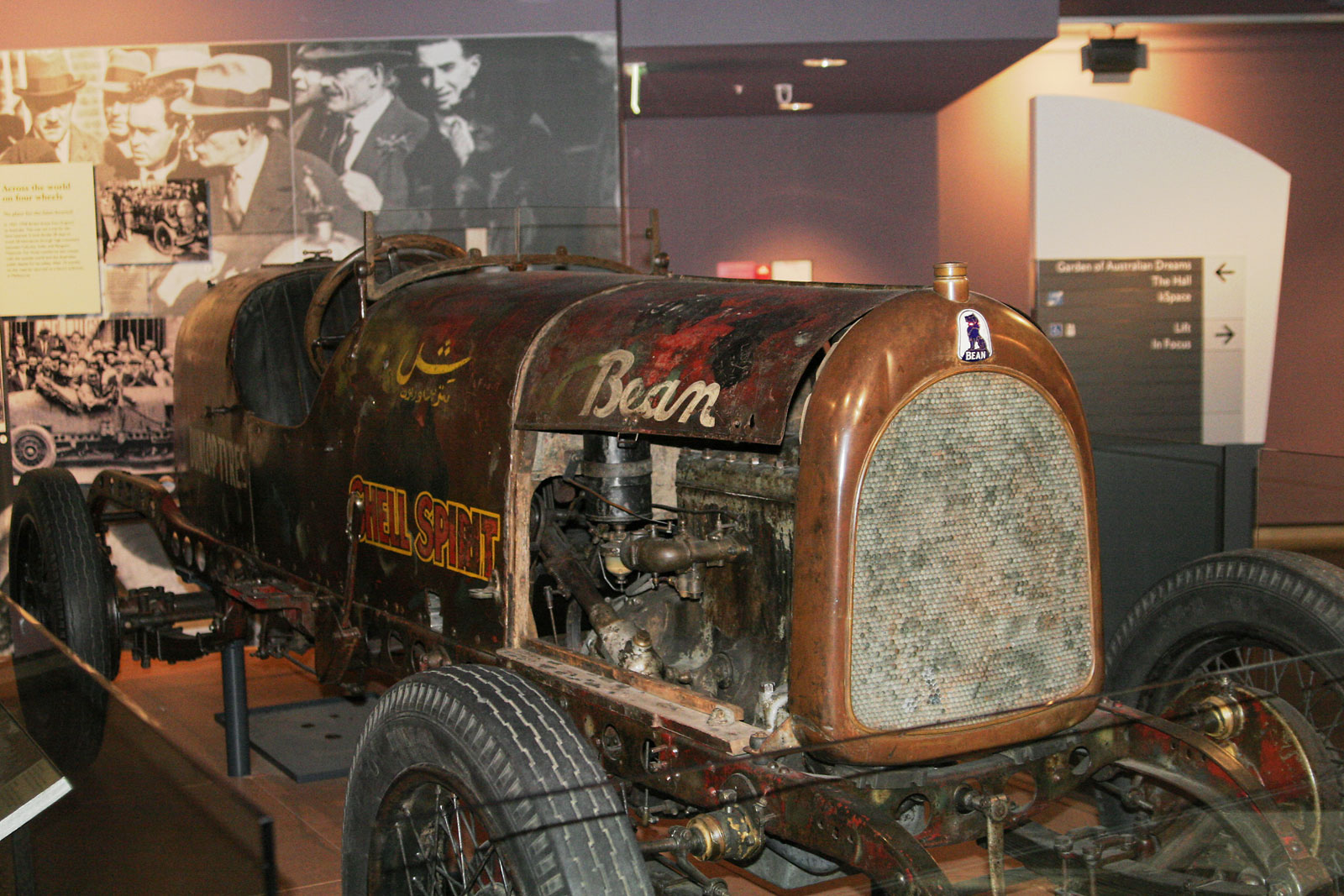
1925 Bean 14 HP „Sundowner“ im National Museum of Australia

Das erste Modell 11,9 HP war eine Weiterentwicklung des Fahrzeugs von Perry Motor Co Limited. Es besaß einen Vierzylindermotor mit 1794 cm³ Hubraum mit 69 mm Bohrung und 120 mm Hub, der 21 PS leistete, und bis 1924 angeboten wurde. Der Radstand betrug 2591 mm. Es wurden etwa 10.000 Exemplare hergestellt. Von 1923 bis 1926 gab es das Modell 14 HP mit einem Vierzylindermotor mit 2385 cm³ Hubraum und 32 PS. 1927 erschien als letztes Modell der 18/50 HP, auch Imperial Six genannt, mit einem Sechszylindermotor von Meadows mit 2692 cm³ Hubraum.
Zehn Fahrzeuge dieser Marke sind im Museum der Bredgar and Wormshill Light Railway ausgestellt und ein weiteres Fahrzeug ist im Black Country Living Museum in Dudley zu besichtigen.